# 緊急事態基本法
緊急事態基本法（きんきゅうじたいきほんほう）とは外国からの侵略やテロ、騒乱などの有事や、大規模災害、原子力発電所の臨界事故など、国家の独立と安全における危機や、国民の生命・財産が脅かされる重大で切迫した事態に対応するために、国として迅速かつ適切に対処するための基本法である。
日本においては、2003年に民主党が法案を構想していた。

## 概要
近年における危機管理のあり方をめぐる情勢は天災や人災(ヒューマンエラーとも、原子力発電所の臨界事故や航空機事故、列車事故など)の危機に加え、核攻撃をはじめとして生物兵器や化学兵器などによるNBC災害への懸念の増大化や国際テロの頻発などによるマルチハザード対策の必要性が俄に高まりにより、突発的に発生する諸般の危機への総合的な安全体制の構築が指摘されている。
日本においては朝鮮民主主義人民共和国による不審船領海侵犯（1963年～）、核兵器開発疑惑（1986年～）、ミサイル発射（1993年～）、核実験（2006年～）、さらには地下鉄サリン事件（1995年）や9・11事件（2001年）などのテロ事件、イラク戦争（2003年）以降に顕在化した同盟国責任等を背景に、危機に対処するための有事法制が初めて成立（2003年）し、国家緊急権の行使としての緊急事態基本法は2004年5月20日に自由民主党、民主党、公明党の三党合意により、2005年の通常国会で成立を図ることが決定されていたが、直後に小泉内閣が衆議院の解散・総選挙を断行し、衆院選の争点が郵政民営化の是非を問うものであったことから実現しなかった。緊急事態基本法では安全保障法体系の基本法かつ全体の危機管理のための法を包括した位置付けとして想定されており、安全保障基本法をめぐる議論とも関連し、きわめて重要な議論を喚起している。
緊急事態における国会の関与において一刻を争う有事に際して、国会の決議をとるまでの余裕がない場合おける国会の事後承認を許容すべきか否か、即ち日本国憲法を改正し国家緊急権を盛り込むか否か憲法改正論議を中心とした議論がなされているところである。
なお、現時点では漸次的に発生する社会不安（クレジット・クランチや恐慌、近隣国での紛争発生による難民の大量到来 - 例として2015年欧州難民危機など）やそれによる治安悪化の危機は行使要件としても論じられていない。

## 民主党の緊急事態基本法案
日本の民主党が、2003年に独自の基本法案をつくり党のホームページでも公開したことがある。当該基本法の柱としては、民主党が国民保護法にも明記した基本的人権の保障、重要事項の事前承認を原則とする国会の関与を規定するとともに、政府の危機管理施策を統合的に所管する危機管理庁の設置などが明記されている。この法制においては、一応において国民の基本的人権に制約がかかる可能性が想定されている。それだけに法案を立案した民主党は基本的人権に力点を置く法制とすることで、いわゆる政府の非常事態権が民主主義を逸脱しかねないという法制度上の懸念を緩和し、忠実に国民の安全を守るための合理的なシステムとして提案している。緊急事態基本法における緊急事態とは「我が国に対する外部からの武力攻撃、テロリストによる大規模な攻撃及び大機帆な自然災害等の国及び国民の安全に重大な影響を及ぼす緊急事態」と定義される。緊急時における政府機能としては、少人数の閣僚の判断で、緊急事態が発生したときに迅速に意思決定ができるようにすることを目的として首相を議長とし、官房長官はじめ外務大臣、防衛庁長官、国家公安委員長など8閣僚をメンバーとする「国家緊急事態対処会議」の新設を盛り込んでいる。 
以下骨子である。
- 緊急事態の定義

同法案による緊急事態の定義は「対象とする事態（「国家緊急事態」）は、我が国に対する外部からの武力攻撃、テロリストによる大規模な攻撃、大規模な自然災害等の国及び国民の安全に重大な影響を及ぼす緊急事態」としている
- 基本的人権の尊重

　
緊急事態における基本的人権の尊重については、日本国憲法の保障する基本的人権は最大限尊重されなければならないとしつつ、これを制約することが余儀なくされた場合においては、必要最小限に留めるべきであるとしている。
- 国、地方公共団体・国民の役割

緊急事態における国の責務としては、日本の平和及び安全の確保並びに国民の生命、身体及び財産の保護に万全の措置が講じる責務を有するとしている。
地方公共団体は、緊急事態に際して他の地方公共団体その他の公共機関と相互に協力するとともに、緊急事態に対処する責務を有することとしている。
国民の役割については今後、その必要性に鑑みて明示するとしている。
- 緊急事態における国会の関与

緊急事態への対処における有事法制に定める国の権限を権発動するに際しては、その開始と終了において、適切な国会の関与を確保するとしている。
- 緊急事態における内閣総理大臣の権限

　
緊急事態において内閣総理大臣の迅速かつ的確な意思決定を確保する旨明記している。
緊急事態における体制の整備 
- 政府が緊急事態に迅速かつ的確に対処するために、内閣総理大臣の判断を適切かつ機動的に行うとともに予防措置の効果的な実施体制を担保するとしている。

## 緊急事態法案と自民党の日本国憲法改正草案との関係
自民党の日本国憲法改正草案の98条・99条にはこうある。
国家緊急事態宣言がなされる条件
- 外部からの武力攻撃
- 内乱等による社会秩序の混乱
- 地震等による大規模な自然災害
- その他の法律で定める緊急事態

これらの内、「その他の法律」が「緊急事態基本法」に相当すると考えられる。
そして緊急事態宣言がなされた場合、次の段階へと向かう。
- 内閣は法律と同一の効力を有する政令を制定する事が出来る
- 何人も公の機関の指示に従わなければならない
- 衆議院は解散されない
- 両議員の任期及び選挙期日の特例を持たせることが出来る